# Портрет Пабло Пикассо в XXI веке
«Портрет Пабло Пикассо в XXI веке» — картина испанского художника Сальвадора Дали, написанная в 1947 году. Находится в Театре-музее Дали в Фигерасе.

## История создания
Портрет Пабло Пикассо был написан Дали в Нью-Йорке США, для выставки в галерее Бину, которая продлилась с 25 ноября 1947 года по 31 января 1948 года. Картина писалась художником специально для постоянной коллекции «Театра-Музея» в Фигерасе, Дали заранее определил ей место в центре зала «Рыбные лавки», где картина и находится по сей день, напротив «Мягкого автопортрета с жареным салом» 1941 года.
Пабло Пикассо сыграл важную роль в становлении Дали. Молодым художником Дали искал внимания уже состоявшегося мастера, так, впервые оказавшись Париже, он первым делом устремился не в Лувр, а в мастерскую Пикассо. Пикассо, конечно, чувствовал восхищение и даже поклонение перед своим мастерством со стороны своего молодого и талантливого соотечественника и даже помогал ему, оплатив, в частности, участие подающего надежды художника в выставке в Нью-Йорке, ссудив ему 500 долларов.
Портрет был создан через 21 год после знакомства художников, искусствоведы отмечают что их отношения в этот момент уже были довольно прохладными. Некоторые считают, что в этом портрете передана вся проблематичность и противоречивость отношения Дали к своему старшему соотечественнику. Однако автор дал своему произведению особое название, указав в скобках, что включает Пикассо в число главных гениев человечества.
Дали практически не создавал портреты других художников, в его творчестве их только два — это портреты Веласкеса и Пикассо.

## Описание
На полотне Пикассо изображён в виде монстра с козлиными рогами, при этом его тело изображено с явно женскими признаками, искусствоведы находят в этом аллюзию на тот факт, что любвеобильный Пикассо в отношениях с женщинами был монстром, деспотом и тираном. Ещё один намёк на любовь и страсть можно рассмотреть в длинной ложке с помещённой в неё мандолиной — символом чувственности и любовного пыла.
Изображённая могильная плита с гвоздикой символизирует «смерть Пикассо для искусства», именно так считал Дали, обвиняя Пикассо в прославлении уродства. Изображение на картине и ещё одного цветка — жасмина, указывает на происхождение Пикассо, появившегося на свет в Малаге, одним из символов которой является именно жасмин. Тяжёлый каменный булыжник, которым придавлена символическая голова Пабло, вероятно указывает на огромный груз ответственности который лежит на художнике, и который его вскоре раздавит.

## Отзывы
Пикассо никак не отреагировал на написание своего портрета. Он никогда не упоминал имя Сальвадора Дали, не говорил о работах, не реагировал на его послания, считая их «рекламными штучками». Сам Дали говорил, что на картине изображён император. Высокомерный, жестокий, сентиментальный.